# Aneuretinae
Aneuretinae es una subfamilia de la familia de las hormigas. Se distribuyen por Sri Lanka, aunque se conocen fósiles en el ámbar báltico.

## Taxonomía
Se reconocen los siguientes taxones:
- Aneuretini Emery, 1913
  - †Aneuretellus Dlussky, 1988
  - Aneuretus Emery, 1893
  - †Mianeuretus Carpenter, 1930
  - †Paraneuretus Wheeler, 1915
  - †Protaneuretus Wheeler, 1915
- †Pityomyrmecini Wheeler, 1915
  - †Pityomyrmex Wheeler, 1915
- incertae sedis
  - †Burmomyrma Dlussky, 1996
  - †Britaneuretus Dlussky & Perfilieva, 2014
  - †Cananeuretus Engel & Grimaldi, 2005